# 旅のラゴス
『旅のラゴス』（たびのラゴス）は、筒井康隆の長編小説。SF雑誌『SFアドベンチャー』に1984年4月号から1986年6月号にかけて連作形式で不定期連載され、1986年に徳間書店より単行本が刊行された。その後、1989年に徳間文庫に収録、1994年に新潮文庫版が出版された。
新潮文庫版は刊行以来、毎年3,000から4,000冊売れるロングセラーだったが、2014年頃より増刷10万冊を超えるヒットになった。出版社の新潮社は原因不明の謎のヒットと呼んでいる。この現象は『日本経済新聞』（2015年4月15日）にも取り上げられた。
新潮社の編集者の調査によれば、Twitterで広まっていた「スタジオジブリが『旅のラゴス』のアニメ化を筒井康隆に持ちかけたが、筒井が断った」というデマが発端で、そのデマを元に書店でポップに立てた人がいて、それをきっかけに売れ始めたという。筒井本人はアニメ化は歓迎とコメントしている。

## ストーリー
高度な文明を持っていた黄色い星を脱出した1000人の移住者が「この地」に着いた。人々は機械を直す術を持たず、文明はわずか数年で原始に逆戻りしたが、その代償として超自然的能力を獲得した。それから2200年余り経った時代、ラゴスは一生をかけて「この地」を旅する。
集団転移
ラゴスは南へ向かう途中、リゴンドラへ向かうムルダム一族のグループへ加えてもらう。リゴンドラで大雪の予報を聞いた一団は、ラゴスの手引きでシュミロッカ平原への転移を成功させる。
開放された男
ムルダム一族の村に滞在するラゴスは、村の鼻つまみもの・ヨーマに会う。
顔
再び南へ旅をするラゴスは似顔絵描きのザムラと出会うが、ザムラは何者かに殺されてしまう。
壁抜け芸人
壁を抜けることのできる芸人・ウンバロと知り合ったラゴスはオレンジの市へ向かう。
たまご道
ムラサキコウの卵が石畳に埋め込まれている石造りの町で、ラゴスは眠れぬ夜を過ごす。
銀鉱
バドスの町でラゴスは奴隷狩りの襲撃に遭う。銀鉱で7年働いた後に脱走に成功したラゴスは、南の大陸を目指す。
着地点
ワインの海で知り合ったサルコらと、宇宙船の残骸があるというキチを目指す。キチで荒れ果てた宇宙船を見たラゴスは、移住者が残した書物があるというポロの盆地を目指す。
王国への道
ポロで移住者たちが残したドームで15年間、ラゴスは書物を読みふける。町の外ではその間に、ラゴスを王として王国が建設される。
赤い蝶
ラゴスは北へ帰る途中に、再びシュミロッカ平原を訪れる。
顎
顎の原で盗賊に襲われたラゴスは、スカシウマとともに逃げる。
奴隷商人
奴隷商人のムトとウラムジに襲われたラゴスは、オノロの市長邸へと連れて行かれる。
氷の女王
ラゴスは実家のあるキテロ市へ帰ってくる。父の蔵書の中に、デーデらしき女性が氷の女王として描かれているのを知ったラゴスは、氷の国へと再び旅立つ。

## 登場人物
ラゴス
本作の主人公。「先祖の書物を読破する」という目的のために旅をする。本作は24歳から68歳までのラゴスを描く。
ムルダム一族
シュミロッカ平原の近くの村に住み、家畜を売るために放浪する牧畜民族。
デーデ
同化の力が強い少女。後にヨーマと結婚し村を去る。
ヤシ
子供たちとラゴスにけものたちとの同化を教える若い娘。
コルドン
ヤシの弟。ポルテツの後に族長になる。
ポルテツ
一族のリーダーで体格のいい中年男。リーダーを退いた後はヤシと結婚する。
ゾム
ポルテツの部下。おだやかな性格の大男。
マグウ
石工。
ヨーマ
一族の暴れもの。
ザムラ
評判のいい似顔絵描き。顔を他人の顔そっくりに変えられる特技を持つ。
マル
宿屋の主人。
ズダロフ
元は金持ちの息子だったが、乞食に落ちぶれる。
ウンバロ
並はずれた精神力で壁を抜けることのできる芸人。
ドリド氏
オレンジの市の元市長で、現在は宿屋の主人。
ジョウン
ドリド氏のひとり娘。
タリア
石造りの町でラゴスを泊める。息子は盗賊団の首領。
シャクロ
バドスの町の宿屋の主人。奴隷生活で気が狂う。
ラウラ
反物屋をやっている未亡人。予知夢を見ることができる。
ジグ
バドスの町一番のお金持ち。バールレに殴られたことが原因で死亡する。
モニク
警備隊長。戦闘の怪我で左腕を切断される。落盤事故で死亡する。
チス・トリス
バドスの町の警備隊員。落盤事故で死亡する。
バールレ
傭兵隊長。落盤事故で死亡する。
ポルド
奴隷生活が10年以上になる古株。落盤事故で死亡する。
頭目
奴隷狩りをし、奴隷を銀鉱で働かせる。
ダロ
頭目の息子。ロンパス襲撃に失敗し左足を失う。
サルコ
ワインの海を渡る船に同乗する愛想のよい男。キチ出身。
ボニータ
色の浅黒い丈夫そうな女。後にサルコと結婚する。
タッシオ
ボニータの私生児。ラゴスとの出会いで記憶者としての能力に目覚め、後に王国の宰相を務める。
ゴゴロ爺さん
宇宙船の残骸を案内する。
ヌー教授
ラゴスよりも前に、北方の都市からキチまで旅をした学者。
村長
商人風のおどけた男。王国建国時に宰相になる。
ニキタ
鍛冶屋の娘。同化能力を持つ。
カカラニ
飛行能力を持つ。軍隊を作る。
ケイロワ
カカラニの父親で森番。
チタン
織物の行商人。盗賊団に襲われ殺される。
ムト
ラゴスを襲撃する中年男。
ウラムジ
ラゴスを襲撃する若い男。
ラリストラル家
ラゴスの実家。
ラゴスの父
元教師。理想主義者。
ラゴスの母
ラゴスとゼーラの仲を疑う。
ゴルノス
ラゴスの兄。キテロ市高級学校で教師をしている。実証主義者。
ゼーラ
ゴルノスの妻。ラゴスの幼馴染。
モス
ラゴスの伯父。オノロの元市長。
デノモス
ラゴスの従兄。オノロの現市長。
モニク
デノモスの息子。
リベストモス
ラゴスの従弟。
セシラ
ラゴスの従妹。
フリザ
昔からいる女中。
ドネル
北の森に住む森番の老人。
氷の女王
ある画家の放浪記の挿画に描かれている。

## 「この地」の世界
超自然的能力
空間転移・感応・予知・記憶・読心・飛行など。作中では、この地で文明を失った人々が眠っていた能力を進化させ獲得したものと説明される。
動物
スカシウマのほか、ミドリウシ・バラウマ・ムラサキコウ・龍（と呼ばれる大蛇）・ズーダン鳥・赤い蝶・アカクビドリが登場する。
スカシウマ
この世界での移動手段として主に用いられる家畜。
植物
カナの実のほか、ビタハコベ・タルカン樹・アカムギ・高検樹が登場する。
カナの実
ポロの盆地付近の森に生えている赤い実をつける植物。ラゴスにより、移住者によって栽培されていたコーヒーの木であることが判明する。
地理
2つの大陸はワインの海によって隔てられている。
北の大陸
比較的治安の良い大陸で、北方の文化都市群には相互の警備態勢が整えられている。
リゴンドラ
商業都市。
シュミロッカ平原
ムルダム一族が住む村に囲まれた牧草地。
オレンジの市
かつてはオレンジの収穫で繁栄していたが、現在はさびれている。
石造りの町
岩だらけの山の中腹にあり、警備兵が町に出入りするものを調べている。町の中には石畳がひかれている。
バドスの町
サリュート港までの街道に沿った大きな町。
銀鉱
バドスの町の南西120キロにある。僅かに金も産出する。
ロンパス
銀鉱から200キロ余り西にある商業都市。
サリュート港
北の大陸から南へ向かうためのほとんど唯一の中継地。
顎の原
盗賊が巣食う荒地。崖になっており、渡るにはソーターンの谷へ降りるしかない。
オノロ
商業都市。キテロ市の南6キロにある。
キテロ市
ラゴスの故郷で、この世界での最大の都市。市内をバルマ川が流れる。
ナンツァ市
ラゴスが出張講義へ出向く医学校がある。
エチポス
この世界における最北端の都市。木材工業がさかん。
氷の国
高い山と雪に閉ざされた土地。行った者はいないとされる。
南の大陸
大陸の南端は南極まで達する。
ベル港
ズィングル岬にある南の大陸の表玄関。
キチ
移住者たちが最初にやってきた町。宇宙船の残骸がある。
ポロの盆地
キチから約50キロ南にある。移住者たちの生活の場として定められ、大量の書物が収められたドームがある。

## 朗読ライブ
2022年10月29日から30日までMixalive TOKYO Theater Mixaにて朗読ライブが上演された
出演者
- 2022年10月29日12:00開演回：保志総一朗、松本梨香、森田成一、濱健人
- 同10月29日15:30開演回：梶裕貴、紡木吏佐、保志総一朗、沢城千春
- 同10月29日19:00開演回：梶裕貴、斎賀みつき、佐々木望、檜山修之
- 同10月30日13:00開演回：佐々木望、東山奈央、檜山修之、置鮎龍太郎
- 同10月30日17:00開演回：佐々木望、斎賀みつき、置鮎龍太郎、遊佐浩二

スタッフ
- 構成・演出：佐々木望（インスパイア）
- 舞台監督：岸川卓巨、清水スミカ
- 音響：前田規寛（ロア）
- 照明：大波多秀起（デイライト）
- 映像：長谷川真緒
- 衣裳：瓢子ちあき
- ヘアメイク：新妻佑子、imamu
- 演出助手：櫻井裕代
- 制作協力：長浜あかね
- WEB制作：EAST END CREATIVE
- キービジュアルイラスト：田村由美
- 企画：Blue Elephant Club
- 制作：Office ENDLESS
- アシスタントプロデューサー：石井寛人（Office ENDLESS）
- スーパーバイザー：下浦貴敬（Office ENDLESS）
- プロデュース：Office ENDLESS、インスパイア